# Симфония № 1 (Глазунов)
Симфония № 1 ми мажор соч. 5  — это дебют русского композитора Александра Константиновича Глазунова. Была написана в 1881 году. Посвящена Николаю Андреевичу Римскому-Корсакову.
Летом 1881 года шестнадцатилетний А. К. Глазунов проводил время в литовском курортном городке Друскининкай и тут же он начинает работать над своей симфонией, которую завершает в первой редакции в январе 1882 года. Музыка глазуновской симфонии несет в себе светлый пасторальный характер. По словам самого автора — она навеяна Шестой «Пасторальной» симфонией Л. Бетховена. Не вполне ещё самостоятельная по стилю и манере письма она полна влияний учителей Глазунова, Балакирева и Римского-Корсакова.

## Редакции
На репетиции концерта, в котором впервые прозвучала Первая симфония юный музыкант познакомился с искренним ценителем музыки, крупным лесопромышленником и меценатом М. Беляевым. В 1885 году Беляев издает вторую редакцию. Наибольшим изменениям подверглись III и IV части. III часть из «краковяка» Des-dur в темпе Presto сначала превратилась в Adagio della sinfonia pastorale e-moll, а затем, по совету Балакирева, в Andante. Переделки продолжались и после исполнения симфонии в Петербурге и Москве. Неоднократно перерабатывая симфонию, композитор вновь возвратился к ней уже в советские годы. Он считал, что прежний вариант имел недостатки «как в смысле бедности и пустоты гармонизации, так и со стороны инструментовки». В 1929 году Глазунов сделал дополнительные коррективы для нового издания, которое вышло в том же году. Помимо этого, существует переложения для фортепиано в 4-ре руки. На данный момент все рукописи хранятся в Фонде Александра Глазунова.

## Первое исполнение
Впервые симфония прозвучала на концерте Бесплатной музыкальной школы 17 марта 1882 года. Произведение вызвало восторженные отклики публики и прессы, высокую оценку коллег. Н. А. Римский-Корсаков отразил премьеру в своей летописи так:
«То был поистине великий праздник для всех нас, петербургских деятелей молодой русской школы, юная по вдохновенью, но уже зрелая по технике и форме симфония имела большой успех. Стасов шумел и гудел вовсю. Публика была поражена, когда перед нею на вызовы предстал автор в гимназической форме. И. А. Помазанский поднес ему венок с курьезной надписью „Александру Глазунову — Герману и Казенёву“. Герман и Казенёв были известные в то время профессора магии, дававшие представления в С. Петербурге. Со стороны критиков не обошлось без шипения. Были и карикатуры с изображением Глазунова в виде грудного ребёнка. Плелись сплетни, уверявшие, что симфония написана не им, а заказана богатыми родителями „известно кому“, и т. д. в таком же роде. Симфонией этой открылся ряд самостоятельных произведений, высокоталантливого художника и неутомимого работника произведений, мало-помалу распространившихся и в Западной Европе и ставших лучшими украшениями современной музыкальной литературы»..
После успешного исполнения симфонии она прозвучала на Всероссийской выставке в Москве, где ею дирижировал уже Н. А. Римский-Корсаков.

## Судьба симфонии
В скором времени после премьеры Первая симфония Глазунова стала известна не только в России, но и за рубежом. Она, в частности, прозвучала в Веймаре на ежегодном съезде Всеобщего немецкого музыкального общества («Allgemeine deutsche Musikverein») 29 мая 1884 года под управлением дирижера Мюллера-Гартунга в присутствии автора и М. П. Беляева, вместе с которым они путешествовали по Европе. Инициатором исполнения Симфонии был Ф. Лист, о чём А. К. Глазунов узнал только в Веймаре, и с гордостью сообщал об этом В. В. Стасову:
«он предпочел её другой немецкой симфонии, тоже представленной на рассмотрение. После этого немцы не смели протестовать, однако во франкфуртской газете меня выругали»..
Впоследствии симфония достаточно активно звучала и звучит по всему миру, а дирижеры охотно берутся за её исполнение. Среди них: Геннадий Рождественский, Тадааки Отака, Евгений Светланов, Владимир Федосеев, Хосе Серебрьер, Неэме Ярви.

## Состав
- 2 флейты

- 2 гобоя

- 2 кларнета in A

- 2 фагота

- 4 валторны in E

- 2 трубы in А

- 2 тромбона-тенора

- 2 тромбона-бас

- Литавры

- Скрипки, альты, виолончели, контрабасы

## Состоит из 4 частей
1. Allegro (сонатная форма)
2. Scherzo. Allegro (3-х частная)
3. Adagio (3-х частная)
4. Finale. Allegro (Сонатная форма)
- Главная партия первой части представляет собой русский дух, а побочная в «мазурочной» теме — польский колорит. Вторая часть продолжает синтез русского и польского: сопровождающие «сельские» квинты создают образ русского характера, а грациозная мелодия в среднем разделе — польское. Третья часть — Adagio с размерено развертывающейся элегической мелодией, эпически-сосредоточенным характером. Характерен для Глазунова и финал — праздничная сцена непринужденного, раздольного народного веселья. В нём использованы слышанные здесь композитором польские народные песни, которые звучат поочередно с русскими наигрышами. Несмотря на то, что произведение было написано юным Глазуновым, в этой симфонии уже можно услышать собственную творческую индивидуальность композитора. Она ощущается в общем безмятежно светлом колорите музыки и в малоподвижности, преобладании вариантных методов разработки тематического материала над собственно развитием, тяготении к типично инструментальной орнаментальности мелодического рисунка. В ней также прослеживаются отзвуки Третьей симфонии Шумана, пользовавшейся, как известно, особенно высоким признанием у членов балакиревского кружка. В данной симфонии нет признаков конкретной сюжетной повествовательности (программы), отсутствуют какие-либо цитаты. Однако Глазунов остается в сфере привычных для «кучкистов» образов. Тем самым симфония в известном смысле продолжает линию произведений на темы западных и южнославянских народов. Может быть, именно этим была внушена мысль назвать её «славянской», от которой, однако, Глазунов затем отказался.

## Тональности
- I. E-Dur
- II. C-Dur
- III. e-moll
- IV. E-Dur